# Discours sur la souillure

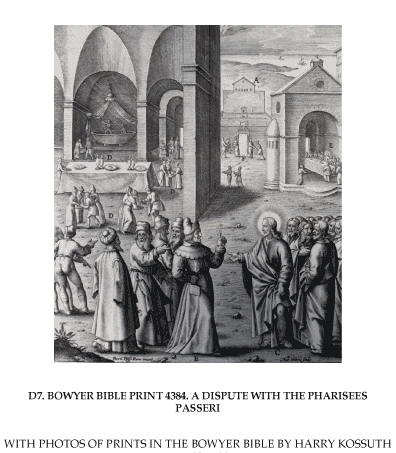
Jésus se dispute avec les Pharisiens à propos de la propreté, de la Bible de Bowyer, 19ème siècle

Le Discours sur la souillure est un récit de l'enseignement de Jésus rapporté dans le Nouveau Testament dans l'Évangile selon Matthieu 15:1-20 et l'Évangile selon Marc 7:1-23,.
Dans le récit dans l'Évangile selon Matthieu, les Pharisiens se plaignent à Jésus que ses disciples transgressent la tradition des anciens puisqu'ils ne se lavent pas les mains avant de manger. Jésus répond : 
« Écoutez et comprenez bien !
Ce n’est pas ce qui entre dans la bouche qui rend l’homme impur ; mais ce qui sort de la bouche, voilà ce qui rend l’homme impur. »
Matthieu saisit l'opportunité d'identifier d'autres enseignements Pharasaïques que Jésus dit abroger le commandement de Dieu, citer plus loin des prophéties d'Isaïe qui sont mentionnées à plusieurs reprises par Matthieu, noter, sans intérêt, que les Pharisiens sont offensés par la réponse de Jésus (Matthieu 15:12), et mentionne de nouveau le manque de compréhension des disciples soulignée par la demande de l'apôtre Pierre pour une explication : « Explique-nous cette parabole. » (Matthieu 15:15).
La Bible de Cambridge pour les écoles et collèges traite cet échange comme évidence de l'influence des Pharisiens à l'époque de Jésus : "des disciples croyaient que le Christ serait touché d'avoir offensé ceux qui se tenaient si haut dans la faveur populaire".
L'Évangile selon Marc a un récit similaire, dans lequel Jésus explique comment un homme est souillé par le diable qui sort de lui :

## Voir également
- Chronologie de Jésus
- Harmonie des Évangiles